# Depot von Guben/Bresinchen
Das Depot von Guben/Bresinchen, auch als Hortfund von Bresinchen bekannt, ist ein archäologischer Depotfund aus der Frühbronzezeit, der im Ortsteil Bresinchen von Guben (Lkr. Spree-Neiße) entdeckt wurde.

## Fundbeschreibung
Der Hortfund wurde am 22. und 23. April 1954 im Kieswerk Coschen geborgen und ist einer der größten bronzezeitlichen Horte in der Niederlausitz. Zahlreiche Bronzegegenstände mit einem Gesamtgewicht von 30,381 kg waren in zwei bauchgeschlickten Tongefäßen deponiert. Die Gefäße wurden in einem Abstand von 2 m zueinander gefunden. Bei der Bergung wurde der Inhalt beider Gefäße vermischt, dennoch wird eine gleichzeitige Niederlegung nicht ausgeschlossen. Das eine Gefäß hat vier Griffleisten und einen ausschwingenden Hals, das andere derbe Griffknubben und einen kurzen, leicht einziehenden Hals. Nur von einem der Gefäße ist die Tiefenlage bekannt. Es stand 0,75 m unter der Rasensohle im Sand auf einer Lehmschicht.
Die enthaltenen Bronzen sind: 86 Randleistenbeile vom sächsischen Typ und 17 vom norddeutschen Typ. Vier typengleiche Dolche, die in einem Stück gegossen sind, ein Dolch mit reich verzierter Klinge, die möglicherweise ursprünglich zu einem Stabdolch gehörte, ein schmaler Dolch mit im Schäftungsbereich verzierter Klinge, ein Dolch mit verzierter Klinge und zweiteiligem Griff sowie ein schmaler Dolch mit Griffstange. Zwei Stabdolche, wobei einer einen geraden und der andere einen spitzen Nacken aufweist. Eine längsgerippte Doppelaxt, zehn Ösenhalsringe, neun schwere ovale offene Ringe, davon vier mit strichverzierten Enden, zwei große und zwei kleine Thüringer Ringe und neun Blutegelringe verschiedener Stärke, drei davon schwach facettiert. Eine Besonderheit unter den Funden ist ein Dolch mit vier Goldscheiben auf der Griffstange.

## Metallanalysen
Im Landesmuseum für Vorgeschichte Halle wurden spektralanalytische Untersuchungen der Bronzen vorgenommen. Diese wurden mit den Ergebnissen ähnlicher Arbeiten verglichen, in denen Gruppierungen von Spurenelementen in ihrer landschaftlichen Verbreitung in Mitteleuropa ermittelt wurden. Dabei zeigte sich, dass 30 % der Randleistenbeile aus dem Bresinchener Hort englisch-irisches Kupfer enthalten, insgesamt aber „typisches Aunjetitzer Kupfer“ dominiert. Ebenfalls fällt auf, dass der durchschnittliche Kupferanteil bei etwa 96 % liegt und der Zinnanteil nur selten 1–2 % und nur zweimal 3 % übersteigt und im Durchschnitt bei etwa 0,4 % liegt. Lediglich zwei Ringe weisen einen höheren Zinnanteil von 5,2 % und ~10 % auf. Da sich Bronze durch ein Mischungsverhältnis von 9:1 (Kupfer:Zinn) definiert, können nur diese beiden Objekte als „richtige“ Bronzen angesehen werden, bei denen das Zinn bewusst beigemengt wurde. Der Großteil der Objekte zeigt höhere Beimengungen von Arsen, Silber und Antimon und sind deshalb als Arsenbronzen anzusprechen.

## Herkunft und Datierung
Verschiedene Typen des Hortes zeigen Verbindungen zum böhmisch-mährischen Bereich, zum sächsisch-thüringischen Bereich, zum Saalebereich, zur Mittelelbe-Gruppe, nach Polen und nach Norddeutschland. Einige Gegenstände sind eindeutig Importware. Bei einigen sächsischen Randleistenbeilen, die einen starken norddeutschen Einfluss zeigen, wird überlegt, ob diese im Oder-Neiße-Gebiet hergestellt worden sein könnten.
Das Depot wird auf etwa 1700 v. Chr. datiert und der Aunjetitzer Kultur zugeordnet.

## Weitere Funde aus der Umgebung
Zwischen Guben und dem südlich gelegenen Forst, entlang der Neiße sind weitere Bronzedepots mit sehr ähnlichen Zusammensetzungen, zahlreiche Einzelfunde und einige bronzezeitliche Gräber bekannt. Im Gebiet zwischen Neiße und Lubst konnte unter anderem eine Siedlungsgrube mit einem Zapfenbecher sowie eine allgemeine Fundhäufung festgestellt werden.
- Depot von Forst
- Depot von Beitzsch
- Depot von Cummeltitz
- Depot von Oegeln
- Depot von Sadersdorf
- Depot von Tzschernowitz
- Depot von Datten
- Depot von Pförten
- Depot von Kraesem

## Verbleib
Teile des Hortfundes werden seit 2008 im Archäologischen Landesmuseum Brandenburg im Paulikloster in Brandenburg an der Havel ausgestellt.